# 제2차 세계 대전의 지중해 및 중동 전구
지중해 전구(영어: Mediterranean Theatre)는 제2차 세계 대전에서 중요한 전구 중 하나였다. 지중해의 광대한 크기로 인해 이 전역에서는 해군, 공군, 육군의 상호작용으로 전역을 유지했고, 지중해, 북아프리카, 중동, 남유럽에서의 전투를 총괄한다. 이 전투는 이탈리아가 대전에 참가한 1940년 6월 10일부터 독일이 항복한 1945년 5월 2일까지 지속되었다. 그러나, 영국 부대가 그리스 정부를 돕기 위해 파견했던 그리스 전역에서는 그리스 내전 초기도 포함하기도 한다.
영국은 이 전구를 지중해 전구와 중동 전구로 구분한다. 그렇기 때문에, 전투 위치를 최초로 전투를 지휘한 본부인 중동 사령부라는 이름을 따서 중동 전역 등으로 이름붙였다. 미국은 이 전역들을 한데 묶어 지중해 전구로 통일하여 지칭한다. 독일 공식 전투 역사 기록에 따르면, 이 전구를 "1939-42년 지중해, 남동유럽, 북아프리카 전구"라고 부른다. 전구의 크기와 관계 없이, 이 전구는 깔끔하게 서로 분리된 작전으로 구성된 전역이 아닌 여러 전역이 뭉쳐 있는 거대한 전구 형태로 구성되어 있다.
파시스트 이탈리아는 새로운 로마 제국을 개척하는 것을 목표로 했고 영국은 현 상태를 유지하기 위한 목표로 전투를 벌였다. 이탈리아가 시작한 지중해 전구의 몇몇 공격은 실패했다. 독일군의 개입으로, 유고슬라비아 침공과 그리스 공방전에서는 이길 수 있었다. 연합국과 추축국과의 전투는 북아프리카에서 전진과 후퇴를 반복했으며, 추축국의 이라크, 시리아에 대한 간섭으로 중동에서도 전투가 확산되었다. 초반에는 많은 승리와 독일군의 정교한 공격으로 중동을 완벽히 점령할 것으로 생각되었고, 소비에트 연방의 남부에서 공격하자는 계획도 나왔다. 그러나, 전투 3년 후에는 추축국이 북아프리카와 중동에서 격퇴되었다. 연합군은 남부 유럽을 침공하면서 이탈리아를 침공하며 이탈리아의 무솔리니를 실각시켰다. 이탈리아에서는 장기간의 전투가 발발했으며, 전략적 이유로 인해 영국군은 동남쪽의 그리스로 보내졌다.
제2차 세계 대전에서 길었던 이 전구의 결과로 북아프리카의 이탈리아와 독일군의 손실은 총 50만명이 넘는다(최종 항복 및 포로 포함). 이 전구의 이탈리아군의 손실은 177,000명이 사망했고 주변 관련 전역 전투에서 수십만 명이 포로가 되었다. 영국군은 30만명이 사망, 부상, 또는 포로가 되었으며 미군의 손실은 13만명이다.

## 배경

### 이탈리아

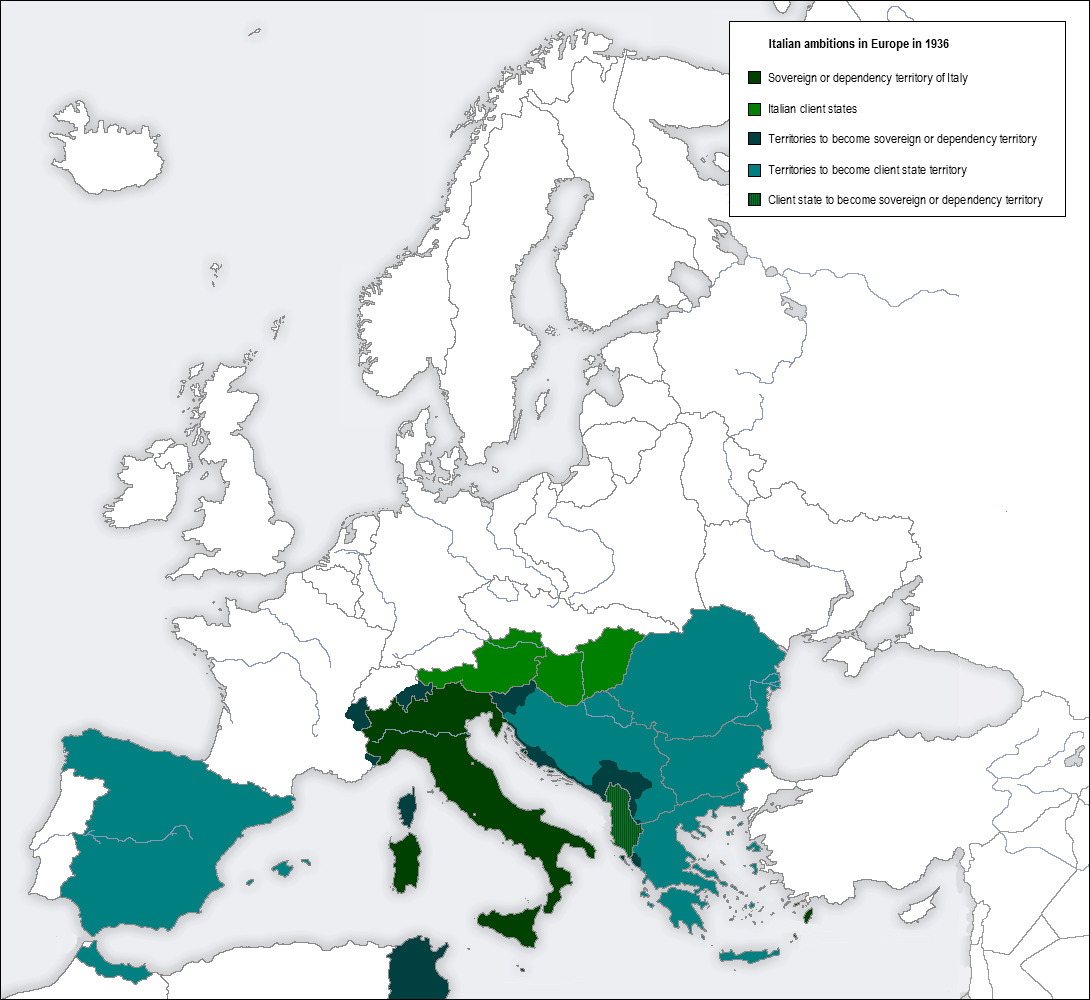
1936년 파시스트 이탈리아가 주장한 유럽 영토. 진한 파랑은 이탈리아. 중간 파랑은 이탈리아가 점령 또는 식민화한 지역. 밝은 파랑은 이탈리아 종속국의 영토.

1920년대 말, 제국 확장이라는 말은 베니토 무솔리니의 연설에서 점점 선호되는 테마가 되었다. 그는 이탈리아 인구 폭발을 배출해야 할 곳이 필요하며, 따라서 다른 국가로의 확장이 우리(이탈리아)에게 최선의 이익이 될 것이라고 말했다. 무솔리니의 포부는 "지중해, 다뉴브-발칸 지역의 패권"뿐 아니라 지브롤터 해협부터 호르무즈 해협까지 점령한 대제국을 건설한다는 것이었다. 이 제국은 알바니아, 달마티아, 슬로베니아의 대부분, 크로아티아, 보스니아, 헤르체고비나, 마케도니아, 그리스 등 이전 로마 제국의 점령 영역을 따라 점령하고자 했다. 또한 이탈리아는 오스트리아, 헝가리, 루마니아, 불가리아에 대해 보호적인 종속국 관계를 만들고자 했다. 무솔리니가 공개적으로 선포한 목적에서는 이탈리아는 지중해의 지배적 세력이 될 것이며 프랑스와 영국에 도전할 수 있을 뿐 아니라 대서양과 인도양도 접근할 수 있을 것이라고 생각했다. 1938년 11월 30일, 무솔리니는 파시스트 대평의회에서 "파시스트의 역동주의를 위한 당면한 목표에 관한 주제"에 대해 그는 알바니아, 튀니지, 코르시카, 스위스의 티치노주와 "바르 강 동부의 프랑스 영토"(니스 포함, 사부아 비포함)으로 정했다. 지중해에서 이탈리아의 위치는 1939년과 1940년에 무솔리니가 우려를 증폭시키게 했다. 무솔리니는 이탈리아 자국의 주권을 보호하기 위해 세계의 바다와 교역로에 대한 명백한 접근권을 주장했다. 그는 이탈리아가 "지중해의 포로"이며 영국과 프랑스 통제의 사슬에서 벗어나야 한다고 주장했다. 이렇게 하기 위해서 코르시카, 키프르스, 지브롤터, 몰타, 수에즈, 튀니지를 점령해야 하며 이집트, 프랑스, 그리스, 터키, 영국과 직면해야 했다. 무력 정복을 통해 이탈리아령 북아프리카 식민지와 동아프리카 식민지를 연결하고 이 "포로 상태"를 부숴야 한다고 주장했다. 그리고, 이탈리아는 "수단, 에티오피아를 통해 인도양으로, 프랑스령 북아프리카를 통해 대서양으로" 진군해야 한다고 주장했다.
1935년 10월 2일, 이탈리아군이 에티오피아를 침공했다. 역사학자 P.M.H. 벨은 이 전역을 "19세기 식민지 전역 중 적절한 시간에 열리지 않은 전투"라고 말했다. 침공의 주된 목적은 "정치적 의도" 및 이탈리아의 군사력을 보여주는 것이었다. 무솔리니는 이주 지역 및 새로운 원료 공급지를 얻는 정복을 찬양했고, 이 원주민 군이 수단을 정복하는 데 도움을 줄 것이라 말했다. 에티오피아 전역이 끝난 거의 바로 직후, 스페인 내전에 이탈리아가 개입하기 시작했다. 앤터니 비버(Antony Beevor)는 스페인의 프란시스코 프랑코 정권과 동맹을 맺고 개입해 지중해에서 이탈리아의 영향력을 더욱 확보시킬 수 있었다고 말했다. 1939년 4월 7일, 이탈리아군은 알바니아를 침공하고 이틀 내에 알바니아 전역을 점령했다. 1939년 5월, 이탈리아는 나치 독일과 강철 조약을 맺었다.
역사학자 P.M.H. 벨은 무솔리니 아래 이탈리아의 외교 정책은 두 단계로 나뉜다고 설명했다. 1934년-35년까지의 첫 번째 단계는 "겸손과 책임"이었으며 이후 "끊임없는 활동과 침공"으로 설명했다. 브라이언 설리반(Brian Sullivan)은 이탈리아의 에티오피아 침공 전에, 무솔리니는 프랑스와 군사 협정을 맺고 유럽에서 독일의 침공을 막기 위해 영국과 프랑스와 협력했다고 말했다. 에티오피아 전쟁은 취약점을 노출시키고 무솔리니가 제국의 비전을 실현하기 위해 만들어진 기회라고 설명했다.

### 영국
1937년, 니옹 회의가 열렸다. 이탈리아와 영국 모두 "지중해 지역의 어떤 국가에 대해서도 한 주권을 훼손하거나 넘볼 수 있다는 욕망이 있다는 것을 부인하며, 둘 상호 사이에 관계를 손상시킬 수 있는 어떤 행동도 하지 않겠다"고 선서했다. 이탈리아의 외교, 군사적 움직임은 이 회의를 반영하지 않았다. 이탈리아의 에티오피아 침공 여파로, 북아프리카에서 영국과 이탈리아 병력이 강성해졌다. 다양한 이탈리아의 움직임으로 인해, 1937년 7월 영국은 "이탈리아는 현재 믿을 수 있는 우방이 될 수 없다"고 결정내렸으며 이 결과 "지중해 및 홍해 항구에 대한 최선의 방어" 준비를 시작했다. 1938년, 이집트에서 경기갑 사단이 만들어졌으며 더 많은 육군 및 공군을 파견하였다.
1939년 6월, 유럽에서 긴장이 상승하고 있을 때 영국은 카이로에서 중동 사령부(Middle East Command)을 설립했으며 지중해, 중동 전구의 다양한 영국군을 중앙집중식 명령으로 운용할 수 있게 했다. 그러나, 영국군의 3개 분대는 지역 방어에서 동등하게 책임을 가지고 있었다. 이 군의 사령 지역은 아덴, 영국령 소말릴란드, 에리트레아, 에티오피아, 케냐, 그리스, 리비아, 영국 위임통치령 팔레스타인, 이라크, 수단, 탕가니카, 트랜스요르단, 우간다, 페르시아 해안 등으로 급격하게 늘어났다. 필요한 경우에는 코카서스와 인도양까지 확장될 수 있었다. 이 사령부의 전체 목적은 "인도 방어를 위한 서부 요새" 역할이었으며 영국의 보급선은 인도로부터 극동까지 확장되었으며 추축국으로부터 중동의 유전을 지키는 것이었다. 소장 I.S.O. 플레이페어(I.S.O. Playfair)는 "엄청난 크기"의 전역에도 불구하고 거의 모든 곳에서 작전 영역이 분리되었다고 말했다.
이 사령부의 설립에 따라, 중동 및 아프리카의 프랑스군 뿐 아니라 터키의 작전 참모와도 협력의 가능성을 염두에 두고 협의했으며, 나중에는 그리스 참모도 추가되었다. 1939년 10월 19일, 영국, 프랑스, 터키 사이에 상호 원조 조약이 체결되었다. 이 조약의 체결에 따라 영국의 모든 군사 거점은 터키의 참모와 함께 논의할 수 있는 권한이 생겼으며 1940년 3월에는 추가 회의도 열렸다. 이탈리아가 알바니아를 점령한 지 1주일 이내에 영국과 프랑스 모두 "이들 국가는 그리스와 루마니아 왕국의 자립에 대해 모든 지원과 도움을 줄 것이며 그리스 및 루마니아 정부는 저항하는 것에 대해 중요하게 고려하고 있다"라고 발표했다.
처음에는 중동의 영국군이 현 상태를 유지하며 모든 움직임은 비자극적이여야 한다는 명령을 받았다. 폴란드의 패배 이후, 추축국의 발칸반도 공격 위협은 중동 및 지중해 동부 지역의 영국 입장에 심각한 위협이 되었다. 1939년 말, 영국은 곧 이탈리아와의 전쟁을 시작한다는 가정 하에, 리비아 내의 바르디아(Bardia)와 지아라붑(Jaghbub)를 점령하는 작전을 세웠다. 또한 이집트 내에서 준비가 시작되었으며 증원을 받았다. 이라크군과 팔레스타인군이 강화할 준비를 했고 최소 요구 사항 아래로 줄어들었다. 마찬가지로, 영국령 동아프리카의 영국군은 이탈리아 군대의 파괴와 분산을 목적으로 작전을 검토하고 프랑스령 소말릴란드에서 시작할 연합군 공격 계획을 지원하고자 했다. 수단의 군 또한 리비아 남부의 쿠프라를 점령할 준비를 하였다.

## 초기 전투
1940년 6월 10일, 이탈리아는 영국과 프랑스에게 선전포고를 하였다. 다음날 영국 연방은 이탈리아에게 전쟁을 선포했다. 이탈리아군은 거대한 프랑스 공방전의 일부로 작은 규모의 침공을 하였다. 이 날 이탈리아, 영국, 프랑스 함대는 지중해를 점령하고 지중해 해전을 시작했다. 몰타 공방전 또한 시작되었다. 마찬가지로, 서부 사막에서도 본격적인 전투가 시작되었다. 영국 공군은 리비아의 이탈리아군을 공격하고 있었으며 6월 11일, 영국군이 리비아-이집트 국경을 따라 작은 기습 및 정찰 작전으로 서부 사막 전역이 시작되었다. 가장 주목할만한 성과는 6월 17일 이탈리아군의 포트 카푸조(Fort Capuzzo)를 점령하는 것이었다. 6월 동안 이탈리아가 동아프리카 공격을 시작했지만 7월까지 지상 전투가 없었다.
6월 22일, 프랑스 항복 3일 후 이탈리아와의 휴전 협정을 시작했다. 남프랑스 전투의 결과는 이탈리아가 오직 50km의 비무장 지대만 확보했으며, 독일의 지원 하에 코르시카와 알프스-마리팀즈 지역을 점령했고 결국 이탈리아는 프랑스 영토 일부와 프랑스-이탈리아 국경의 북부를 얻었다. 프랑스 항복의 결과로 영국 해군은 프랑스 해군이 독일, 이탈리아 손으로 넘어가는 것을 막기 위해 메르스엘케비르의 프랑스 함대를 공격했다.
이탈리아는 전쟁에 돌입했지만, 프랑스가 여전히 저항하는 동안 이탈리아의 이집트 침공 계획이 없었다. 프랑스가 항복할 때, 무솔리니는 자신의 장군에게 공격 준비 지시를 내린다. 8월 10일, 독일의 영국 침공 계획과 접합하여 공격 준비를 개시했다. 이들 장군이 준비되어 있지 않다고 생각했지만, 이들은 튼튼한 목표 없이 공격 시작하도록 진행했다. 9월 9일, 이탈리아 항공기가 이집트를 폭격하면서 이탈리아의 이집트 침공이 시작되었다. 4일 후, 이탈리아 보병이 공격을 시작했다. 이탈리아군은 영국군 본진이 있는 메르사마트루에서 128 km 서쪽에 떨어진 시디바라니에 도착했다. 동아프리카에서는 몇 가지 초기 공세 이후 이탈리아군이 영국령 소말릴란드를 점령하고 8월에 식민지로 합병한다. 10월 18일, 이탈리아군이 알바니아 국경을 넘어 그리스를 침공한다. 그리스군은 이탈리아군을 격퇴했으며, 결국 알바니아를 침공하고 국가 일부분을 점령한다.
1940년 후반동안 영국은 반격을 시작했다. 영국 해군은 타란토 전투로 이탈리아 해군에게 큰 피해를 입힌다. 충분한 병력을 모은 이후 영국은 이집트의 이탈리아군에게 반격을 가했다. 컴퍼스 작전으로 이탈리아군은 이집트에서 쫓겨나고 1941년 2월에는 10 군이 파괴되었다. 이 성공에 이어, 영국군은 북아프리카에서 방어적인 위치에 서게 되고 러스터 작전으로 컴퍼스 작전의 군들 대부분이 그리스로 떠난다. 3월에는 쿠프라 전투가 끝나고 이탈리아는 이탈리아 동부와 북아프리카를 잇는 중요한 곳들인 남동부 리비아의 쿠프라 오아시스 지역을 잃는다.

## 추축국의 우세

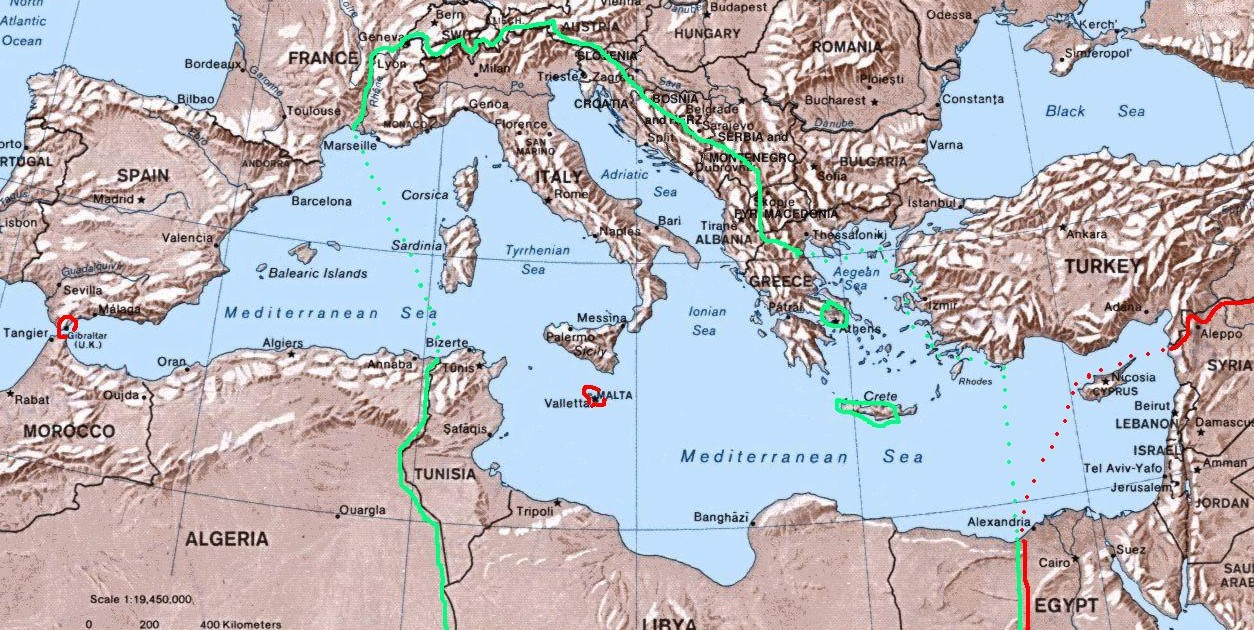
1942년 여름-가을, 이탈리아의 지중해 전구 최대 점령 영역. 이탈리아군의 통제 지역은 초록으로 표시되어 있다. 영국군의 통제 지역은 빨강으로 표시되어 있다.

북아프리카에서 이탈리아군은 기갑 및 차량화 사단을 파견해서 10 군의 피해를 무마하려고 했다. 독일은 아프리카 군단을 파견하여 연합군의 공격을 차단하는 임무와 함께 이탈리아를 지원한다. 그러나, 지휘관 에르빈 롬멜은 적의 약점을 포착하고 자신 군이 모이기 전까지 기다리지 않고 빠르게 공격했다. 1941년 3~4월 동안 영국군이 파괴되었고 영국 및 영연방군은 후퇴를 시작했다. 호주 9 보병사단은 투브루크 요새 도시로 후퇴했고, 남아 있는 영국군 및 영연방군은 160 km 더 동쪽인 리비아-이집트 국경의 살룸으로 후퇴했다. 독일-이탈리아 주군이 투브루크 포위를 하는 동안, 소수의 독일군이 동쪽으로 계속 진군하여 이집트 국경을 넘어섬으로서 컴퍼스 작전으로 잃은 영토를 모두 회복했다. 4월 말까지 살룸과 중요한 지역인 할파야 패스를 점령했다.
발칸반도에서는 그리스가 영국이 승리를 보장하기에 충분한 군을 지원해 줄 수 없어서 영연방군의 주둔 허용을 꺼려했다. 그러나, 그리스는 이탈리아와 전쟁 당시 알바니아에서 영국 공군의 원조를 허용했다. 영국군이 그리스로 배치되면서 독일군의 불가리아 주둔을 촉발시켰고, 이는 독일군의 그리스 침공 의도를 분명화했다.

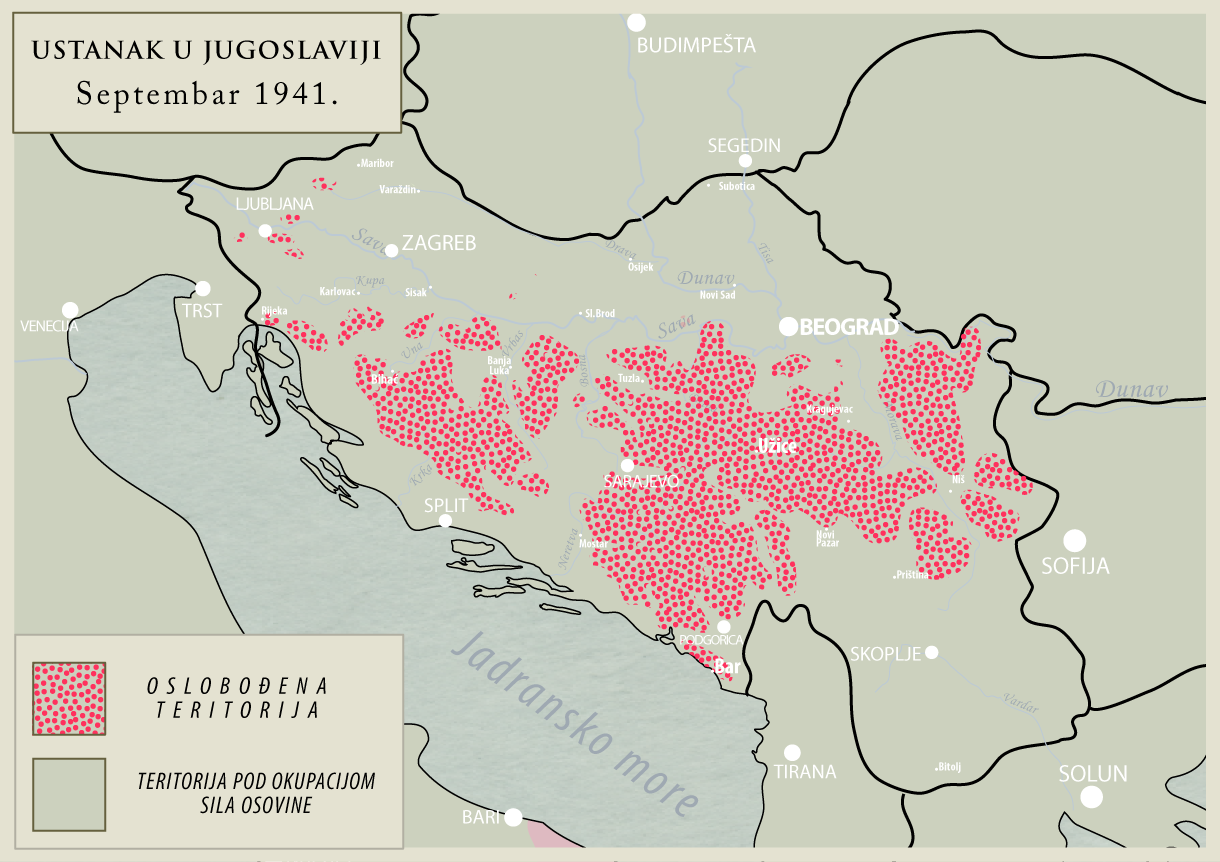
1941년 유고슬라비아의 봉기.

1941년 4월, 독일군, 이탈리아군, 헝가리군, 불가리아군이 유고슬라비아를 침공했다. 11일만에 유고슬라비아 전역을 점령하고 이들 사이에 영토를 분할했으며 새롭게 크로아티아 독립국과 세르비아 군구라는 종속국이 만들어졌다. 요시프 브로즈 티토가 이끄는 유고슬라비아 공산주의자 동맹 주도의 유고슬라비아 파르타잔이 파르타잔 봉기를 시작했다. 더욱 반대 감정이 있는 세르비아 준군사인 체트니크는 점령군과 싸우면서 공산주의자에 대항해 협력했다. 파르타잔은 나중에 연합군의 승인을 얻은 유일한 저항 운동 단체가 된다. 소련과 서방 연합군 모두의 도움으로 강력한 군사를 이룰 수 있었고 성공적으로 해방했다.
독일군은 쉽게 그리스의 영연방군과 그리스군을 물리쳤다. 영연방군 세력은 크레타섬으로 후퇴했으며, 독일군은 공수부대를 이용하여 섬의 교두보를 확보하고자 했다. 이들은 더 많은 군대를 투입했고 섬의 나머지 부분을 점령할 수 있었다. 크레타 전투에 승리한 독일은 발칸반도 남부를 확보하고 소련 부분으로 관심을 돌리게 되었다.
동아프리카에서는 영국군이 1941년 초 공세를 시작하며 이탈리아군은 5월 18일 항복함으로써 전역이 종료되고 에티오피아 제국이 부활하였다. 이탈리아군은 계속 버텼지만 곤다르의 마지막 군이 11월에 항복했다.

## 전투의 중동 확산
이탈리아가 전쟁에 돌입할 때, 이라크 정부는 독일에게 한 것과 같이 외교 관계를 중단하지 않았다. 따라서, 바그다드의 이탈리아 공사관은 추축국 선전의 최대 중심지와 반영 감정 조장의 중심지가 되었다. 이들은 예루살램 그랜드 무프티인 무함마드 아민 알 후스세이니의 지원을 받았다. 그랜드 무프티는 전쟁 발발 직전 영국 위임통치령 팔레스타인에 도망쳐 바그다드로 망명했다. 1941년 1월, 이라크에 정치적 위기가 발생했고 내전의 위협이 발발하기 시작했다. 이라크의 국무총리 라시드 알리는 타하 알 하시미가 사망한 이후 승계받았다. 3월 31일, 이라크 섭정인 왕자 압드 알 라흐가 그를 체포하기 위한 음모를 알아챘고 바그다드에서 RAF 하바니야로 도망쳤다. 하바니야에서 그는 곧 바스라에 도착했고 미리 피난 당시 주어진 인섹트급 포함 HMS 코크체퍼로 탈출했다. 4월 1일, 라시드 알리는 정예군 4개와 공군 장교와 함께 있었다. 골든 광장으로 알려진 곳에서, 라시드 알리는 1941년 이라크 쿠데타를 일으켰고 "국가 방위 정부"의 최고 지도자가 되어 권력을 찬탈했다. 골든 광장에서 총리 타하 알 하시미가 퇴임했고 라시드 알리가 다시 한번 더 이라크의 총리가 되었다. 라시드 알리는 군주제를 전복시키진 않았고 이라크의 왕 파이살 2세 세리프 샤리프가 새로운 섭정이 되었다. "국가 방위 정부"의 지도자는 많은 친영 사람과 정치인을 체포하는 작업을 시작했다. 그러나, 많은 사람들이 다양한 방법을 통해 간신히 트랜스요르단의 암만으로 도망쳤다. 이라크 새 지도자의 계획은 영국에게 준 추가적인 양보를 거부하고 파시스트 이탈리아와 외교관계를 유지하며, 눈에 띄는 친영국 정치인을 추방하는 것이었다. 쿠데타 음모자들은 영국이 약하고 합법적 정부 성향에 관계없이 새 정부와 협상할 것이라고 믿었다. 4월 17일, "국가 방위 정부"의 라시드 알리는 영국과 지원시 독일이 지원할 것이라는 약속을 받았다. 궁극적으로, 라시드 알리는 1930년 채결한 앵글로-이라크 조약에서 보장된 영국의 권리를 제한하려 시도하고 새로 도착한 영국 군대가 신속하게 이라크에서 팔레스타인으로 갈 것이라고 주장했다.
쿠데타가 진행되는 동안, 라시드 알리 지지자들은 독일이 대영 제국의 이라크 독립을 인정한다는 발표를 들었다. 또한, 영국과 전쟁시 이라크 및 다른 아랍 세력을 지원하는 전쟁 물자 관련 토론이 진행되었다. 5월 3일, 독일 외무장관 요아힘 폰 리벤트로프는 히틀러를 설득하여 프리츠 그로바 박사를 비밀리에 이라크로 보내 라시드 알리 정권을 지원하는 외교 지원 창구를 열고자 했다. 영국은 신속하게 이탈리아 외교 창구 전달을 차단하여 독일의 제안을 알게 되었다. 5월 6일, 독일은 비시 프랑스 정부와 전쟁 물자를 교환하는 파리 협약을 체결하여 항공기 등의 전쟁 물자를 프랑스 위임통치령 시리아를 통해 이라크로 수송했다. 또한, 프랑스는 다른 무기 물자 무역 뿐 아니라 독일의 항공기 수송을 위한 시리아 북부의 여러 공군기지 임대 계약도 채결했다. 5월 9일부터 이달 말까지, 독일 항공기 100기와 이탈리아 항공기 20기가 시리아 비행장에 착륙했다.
4월 30일 이라크군은 소수의 방어군만 있는 하바니야의 영국 공군 기지를 포위했다. 비록 공군기지는 공격기를 가지고 있지 않았지만, RAF 장교는 훈련기를 수송기로 개조하여 보병 대대 무기를 싣었다. 독일 및 이탈리아군의 전투기가 이라크를 지원했지만 영국이 트랜스요르단과 인도에서 계속 지원했다. 크지만 제대로 훈련하지 않은 이라크군은 바그다드와 모술 전투에서 패배하고 빼앗겼다. 알리와 그의 지지자들은 다른 국가로 망명하고 휴전 협정에 서명했으며, 파이살 2세의 군주제가 부활했고 친영 성향의 이라크 왕국이 재건되었다. 이라크 반란군의 패배는 독일-이탈리아의 이라크의 추축국 영입에 실패하게 되었고 영국과 비시 프랑스 사이 관계가 악화되면서 시리아, 레바논 전역이 시작하게 된다.
탐험가 작전으로 시작된 시리아-레바논 침공작전은 영국군, 자유 프랑스군, 호주군, 인도군 등이 1941년 6월 8일 팔레스타인 남부에서 침공하며 시작되었다. 비시 프랑스는 격렬한 저항을 하였다. 그러나, 연합군이 더 나은 훈련도와 장비를 갖추고 있었고, 추축국에 대항하는 부대가 증가하기 시작했다. 후속 공격은 6월 말에서 7월 초 영국 이라크군이 시리아 북부와 중부로 침공하며 시작되었다. 7월 8일에는 시리아 북동부 전체를 점령하고 유프라데스 강 근처로 진군하는 이라크군이 알레포를 위협했으며, 이 결과 남쪽의 베이루트를 방어하던 비시 프랑스군은 후방이 위협받게 되었다. 휴전 협상은 7월 11일 시작했으며 7월 14일 비시 프랑스 전 군이 항복했다.
소비에트 연방은 독일과 대항하기 위한 보급품이 매우 필요했다. 이 보급품들은 노스캐이프에서 아르한겔스크와 무르만스크로 지원되고 있었지만 이 호송로는 보급량이 한정되어 있었다. 또한, 미국은 동쪽 끝의 블라디보스토크로도 보급품을 지원하고 있었다. 그러나, 아직 더 많은 보급품이 필요했고 확실하게 이란을 통과하여 전달하자는 안이 나왔다. 이란의 샤는 친독일 성향을 가지고 있었고, 그는 무제한 통행을 허가하지 않았다. 따라서, 영국과 소련은 이란을 침공했고 1941년 8월 카운터넌스 작전으로 이란 전역을 점령했다. 샤는 추방되었고 그의 아들이 왕이 되었다. 이란의 석유 생산지에는 소련으로 향하는 석유파이프가 설치되었다.

## 지브롤터와 몰타
지브롤터는 18세기부터 영국의 요새지였으며 영국의 군사 전략에 중요한 역할을 하였다. 이 중요한 역할 뿐 아니라, 지브롤터는 지중해와 대서양을 오가는 함선의 강력한 방어용 항구를 지원하였다. 해군 중장 제임스 소머빌이 이끄는 H 군은 지브롤터를 기지로 하고 있었고 해군 우위 유지 작전 및 몰타 공방전 동안 호송선단의 강력한 호위를 이끄는 역할을 하였다.
이탈리아에서 가까운 섬인 몰타는 이탈리아군의 첫 번째 목표였다. 처음에는 많은 영국인들이 몰타는 방어할 수 없고 점령당할 수 밖에 없을 것이라고 생각했다. 결과적으로, 유럽과 북아프리카 항로에 대한 전략적인 중요성에도 불구하고 적은 자원이 섬 방어에 할당되었다. 섬의 항공 방어는 여섯 기의 구식 글로스터 글래디에이터 복엽기밖에 없었다. 첫 번째 추축국의 몰타 항공 공격에서 몰타는 방어가 가능하다는 것이 확실해졌고, 전투기 지원이 서서히 진행되기 시작했다. 몰타는 이탈리아 왕립 공군의 강한 폭격 및 해군 봉쇄가 시작되었다. 결국 몰타에는 엄격한 배급제가 시작되었다. 7월 초부터, 글래디에이터는 호커 허리케인 12기로 강화되었다. 봉쇄는 강력해졌고, 곧 독일 공군이 폭격을 지원하기 시작했다. 연합군 사상자는 매우 컸다. 예를 들어, 영국에 몰타로 향하는 한 호송선단은 115척 중 2척만 들어올 수 있었다. 지중해 바다는 무솔리니가 마레 노스트룸(우리들의 바다)로 불리게 되었다. 영국은 1942년 초 소강상태를 이용하여 스피트파이어 61기를 들여왔고, 음식, 탄약, 연료 사정은 취약했지만 방어 상황이 대단히 개선되었다.
점차적으로, 연합군은 몰타에 필요한 보급품을 보낼 수 있게 되었으나 여전히 보급 선박 대부분이 출항 불가능할 만큼 심각한 손상을 입었다. 섬의 성공적 방어 결과 연합군은 지중해 통제에서 우위를 갖추게 되었다. 사실, 몰타는 추축국 선박을 격침시킬 수 있는 영국군 잠수함 기지로 쓰였으며 이는 롬멜이 북아프리카에서 연료 보급 부족으로 이어진다.

## 연합국의 우세
제1차 엘 알라메인 전투 이후, 추축국은 이집트로의 공세를 중단했으며 10월에는 영국군이 공세를 펼치기 시작했다. 제2차 엘 알라메인 전투는 서부 사막 전역의 중요한 전환점이자 북아프리카 전역의 우세가 뒤집어지는 계기가 되었다. 추축국은 이집트의 수에즈 운하 공세가 끝나게 되었고 북아프리카를 통한 중동과 페르시아 유전을 얻는 계획도 무산되었다. 8 군은 사막 서부로 전진하여 리비아를 점령했고, 독일군은 안톤 작전으로 남프랑스와 튀니지를 점령했다. 11월 8일, 연합군은 토치 작전으로 프랑스령 북아프리카의 서부 지역에 상륙했다. 영국군의 봉쇄 101일 후인 1942년 12월, 프랑스령 소말릴란드는 연합군에게 항복했다.
일본군이 진주만 공격을 시작하면서 미국은 제2차 세계 대전에 참여하기 시작했다. 11월 8일까지 미군은 지중해 및 중동 전투에 참여하지 않았다. 미국의 공식 전역 역사의 조지 하우는 미군은 "지중해의 전쟁에서 연합국이 우세하게 된 이후" 도착했으며, "지중해 지역에서 후속 작전은 예정보다 훨씬 더 광범위했고, 하나의 작전은 다른 작전이 끝난 후 곧바로 이어졌다"라고 말했다. 이 전구에서 미군의 기여를 자세히 다룬 책 시리즈에서는 "지중해 전구의 작전"으로 불렸고 하우는 "지중해 전구의 전쟁"이라는 용어를 사용했다. 미군의 노력이 서로 다른 이름으로 나오는 동안, 하우는 이미 1940년부터 미군이 지중해에 개입하기 시작했다고 말했다.
이제, 모든 연합군은 지중해의 연합군 최고사령부 하에 있었으며 지휘관은 장군 드와이트 D. 아이젠하워였다. 비록 이탈리아군과 독일군이 더 이상 병든 롬멜이 아닌 이탈리아 장군 지오반니 메세가 지휘하게 되지만, 튀니지 전역에서 집게발을 조이는 연합군을 멈추게 할 수 있었고 일련의 방어 작전, 특히 카세린 협곡 전투에서 밖으로 유인하고 후퇴시키는 전술을 이용했다. 메세는 마르세 선에서 방어전 승리를 달성했다. 그러나, 연합군의 공격으로 지속적인 전술적 지연 작전이 실패하고, 북아프리카의 추축국의 피할 수 없는 패배를 막을 수 없었다. 마르세 선의 추축국 방어군이 무너진 이후, 아프리카의 추축군은 1943년 5월 13일 모두 항복했고 연합군은 약 24만명의 포로를 얻었다.

## 남유럽 전투

### 이탈리아 전역
북아프리카의 연합군의 승리 이후, 연합군은 허스키 작전이라는 이름으로 1943년 7월 10일 수륙 양용 상륙 작전으로 시칠리아섬을 침공하기 시작했다. 독일군은 섬의 연합군 점령을 막을 순 없었지만 대부분의 병력을 이탈리아 본토로 피난보내는 데 성공하고 1943년 8월 17일 마지막 독일군이 시칠리아섬을 떠나게 되었다.
연합군의 이탈리아 침공은 이탈리아의 "발가락"을 영국군 및 영연방군이 침공하는 베이타운 작전과 함께 1943년 9월 3일 시작했다. 이탈리아 정부는 9월 8일 항복했지만, 독일군은 이탈리아의 도움 없이 자체적으로 방어 준비를 하기 시작했다. 9월 9일 미군은 눈사태 작전으로 살레르노에 상륙했고 추가로 영국군이 슬랩스틱 작전으로 타란토에 상륙했다. 거친 산악 지형이 빠른 기동을 방해하고 방어에 이상적인 지형임이 입증되면서 연합군은 한해 나머지 달 동안 독일을 북부로 밀고자 공세를 계속 진행했다. 산마리노는 시칠리아를 방어하기 위해 1,500명을 보내면서 추축국을 지지했다.
구스타프 선의 일부인 독일군이 방어하고 있던 윈터 선에서 연합군은 1943년 말 공세를 중단했으며 공세의 주요 장애물로 꼽히게 되었다. 방어선 뒤로 공격하기 위해 안치오 지역에 상륙했고 성공했지만, 원하던 전선 붕괴를 이루진 못했다. 이 방어선은 결국 1944년 봄 몬테카시노 전투로 정면 공격을 하고 나서야 붕괴되었으며, 6월에야 로마가 함락되었다.
로마가 함락된 이후, 노르망디 상륙 작전이 진행되고 동부 전선에서는 바그라티온 작전이 시작되면서 이탈리아 전선은 부차적인 전선이 되었다. 로마 북부의 고딕 선은 1945년 봄까지 함락되지 않았다.
1944년부터 전쟁 끝까지 이탈리아 전선은 미군(아프리카인 92 보병 사단, 일본계 미국인 442 보병 사단 포함), 브라질군, 영국군, 캐나다군, 체코군, 프랑스군, 그리스군, 반파시스트 이탈리아군, 뉴질랜드군, 폴란드군, 남아프리카군 등 뿐만 아니라 프랑스 및 대영 제국의 식민지군인 알제리군, 구르카군, 인도군, 모로코군, 팔레스타인군 등 다양한 국적의 연합군이 참여했다.
5월 1일, 나치 친위대 장군 카를 볼프가 무단으로 오랫동안 연합군과 협상한 이후, 10 군의 총사령관 하인리히 폰 피팅호프가 이탈리아의 독일군 전투 병력에게 전투 중지를 명령했고 5월 2일 이탈리아에 존재하는 모든 독일군이 연합군에게 5월 2일 무조건 항복한다.

### 도데카니사 전역
이탈리아의 도데카니사 제도에서 짧은 전역 결과, 연합군과 나치 독일 둘 모두 1943년 9월 이탈리아의 항복 후 섬들을 나눠 점령했다. 주요 섬인 로도스섬은 독일군이 신속히 점령했지만, 영국 수비대는 9월 중반에야 대부분의 섬을 점령했다. 그러나, 독일군의 제공권 확보, 전술적 노하우, 연합군 병력의 부족 등으로 인해 노력에도 불구하고 패배하게 된다. 팔시름예거와 브란덴부르거를 포함한 독일군은 기습으로 반격을 시작하여 10월 초에는 코스섬을 이틀만에 점령했다. 50일 동안 계속 지속된 거대한 규모의 레로스섬 전역은 영국군이 상륙하기 전에 독일의 항공 공격에 저항했던 제독 마스체르파가 지휘한 이탈리아군이 지원 공격을 하였고, 11월 12일 독일군의 해상과 공중 공격이 시작되었고 사흘 만에 항복했다. 남아있는 영국군 수비대는 중동으로 대피했다.

### 남프랑스 침공
1944년 8월 15일, 노르망디 상륙 작전을 보조하기 위해 프랑스 남부의 툴롱과 칸 사이 구역을 침공하는 용기병 작전을 시작했다. 연합군은 빠르게 교두보를 점령했고 북쪽과 동쪽으로 전진해 노르망디 교두보에서 올라온 미국 제12군단과 합류했다. 9월 초 6 집단군은 연합군 최고사령부(AFHQ)에서 연합국 파견군 최고사령부(SHAEF)로 재배치되었고 이 집단군은 지중해 전역에 빠지게 되었으며 유럽 전구의 서부 전선 중의 하나로 참여하게 되었다.

### 트리에스테
1945년 5월 1일, 유고슬라비아 4 군이 유고슬라비아 파르티잔 슬로베니아 9 군단과 함께 트리에스테를 점령하기 위해 상륙했다. 마을에 들어간 다음 날 독일 국방군이 연합군에게 항복했다.

### 그리스
독일이 1944년 10월 그리스를 떠난 이후 연합군은 그리스 저항 운동의 국민 해방 전선(ELM)-그리스 인민해방군(ELAS)로 혼란스러웠고, 이 해 12월 아테네에서 충돌의 결과로 그리스 내전이 시작되었다.

## 같이 보기
- 제2차 세계 대전 중 지브롤터의 군사 역사
- 북아프리카 전역 연표

## 참고 문자
- Aly, Götz; Chase, Jefferson (2008). 《Hitler's Beneficiaries: Plunder, Racial War, and the Nazi Welfare State》. Picador. ISBN 978-080508-726-0.
- Bauer, Eddy; Young, Peter (general editor) (2000) [1979]. 《The History of World War II》 Revis판. London, UK: Orbis Publishing. ISBN 1-85605-552-3.
- Bilgin, Pinar (2005). 《Regional Security in the Middle East》. New York: Routledge. ISBN 978-0-415-32549-3.
- Beevor, Antony (1982, 2006). 《The Battle for Spain: The Spanish Civil War 1936–1939》. London: Weidenfield and Nicolson. ISBN 0-297-84832-1.  First published as The Spanish Civil War.
- Bideleux, Robert; Jeffries, Ian (1998). 《A History of Eastern Europe: Crisis and Change》. Routledge. ISBN 978-041516-111-4.
- Fraser, David (1999) [1983]. 《And we shall shock them: The British Army in the Second World War》. London: Cassell Military Paperbacks. ISBN 0-304-35233-0.
- Howe, George F. (1993) [1957]. 《Northwest Africa: Seizing the Initiative in the West》. United States Army in World War II: The Mediterranean Theatre of Operations. Washington DC: Center of Military History, United States Army. 2015년 5월 28일에 원본 문서에서 보존된 문서. 2013년 2월 22일에 확인함.
- Jentz, Thomas L. (1998). 《Tank Combat in North Africa: The Opening Rounds, Operations Sonnenblume, Brevity, Skorpion and Battleaxe, February 1941 – June 1941》. Schiffer Publishing Ltd. ISBN 0-7643-0226-4.
- Jowett, Philip (2000). 《Italian Army, 1940-1945 (v. 1)》. Osprey Publishing. ISBN 978-185532-864-8.
- Latimer, Jon (2001). 《Tobruk 1941: Rommel's Opening Move》. Osprey. ISBN 0-275-98287-4.
- Macksey, Major Kenneth (1971). 《Beda Fomm: Classic Victory》. Ballentine's Illustrated History of the Violent Century, Battle Book Number 22. Ballantine Books.
- Mallett, Rovert (2003). 《Mussolini and the Origins of the Second World War, 1933 - 1940》. Palgrave Macmillan. ISBN 978-033374-814-5.
- Martel, Gordon, 편집. (1999). 《The Origins of the Second World War Reconsidered》. Routledge. ISBN 978-041516-325-5.
- Playfair, Major-General I.S.O.; with Stitt R.N., Commander G.M.S.; Molony, Brigadier C.J.C. & Toomer, Air Vice-Marshal S.E. (2004) [1st. pub. HMSO 1954].  Butler, J.R.M, 편집. 《The Mediterranean and Middle East, Volume I The Early Successes Against Italy (to May 1941)》. History of the Second World War, United Kingdom Military Series. Naval & Military Press. ISBN 1-84574-065-3.
- Playfair, Major-General I.S.O.; with Flynn R.N., Captain F.C.; Molony, Brigadier C.J.C. & Toomer, Air Vice-Marshal S.E. (2004) [1st. pub. HMSO 1956].  Butler, J.R.M, 편집. 《The Mediterranean and Middle East, Volume II The Germans come to the help of their Ally (1941)》. History of the Second World War, United Kingdom Military Series. Naval & Military Press. ISBN 1-84574-066-1.
- Salerno, Reynolds M. (2002). 《Vital Crossroads: Mediterranean Origins of the Second World War, 1935-1940》. Cornell University Press. ISBN 978-080143-772-4.
- Rommel, Erwin; Liddell-Hart, Basil (editor) (1982) [1953]. 《The Rommel Papers》. Da Capo Press. ISBN 0-306-80157-4.
- Smith, Denis Mack (1997). 《Modern Italy: A Political History》. University of Michigan Press. ISBN 978-047210-895-4.
- Weinberg, Gerhard L. (1994). 《A World at Arms: A Global History of World War II》. Cambridge University Press. ISBN 978-129901-236-3.
- Ready, J. Lee (1985). 《Forgotten Allies: The European Theatre, Volume I》. McFarland & Company. ISBN 978-0-89950-129-1.
- Ready, J. Lee (1985). 《Forgotten Allies: The Military Contribution of the Colonies, Exiled Governments and Lesser Powers to the Allied Victory in World War II》. McFarland & Company. ISBN 978-0-89950-117-8.